# Bligny-lès-Beaune
Bligny-lès-Beaune är en kommun i departementet Côte-d'Or i regionen Bourgogne-Franche-Comté i östra Frankrike. Kommunen ligger i kantonen Beaune-Sud som tillhör arrondissementet Beaune. År 2022 hade Bligny-lès-Beaune 1 273 invånare.

## Befolkningsutveckling
Antalet invånare i kommunen Bligny-lès-Beaune
Referens:INSEE